# 香港モデルバラバラ殺人事件
香港モデルバラバラ殺人事件（ほんこんモデルバラバラさつじんじけん）とは2023年2月に香港で発生したバラバラ殺人事件である。

## 概要
被害者である28歳の女性は香港で人気のモデルかつインフルエンサーであり、自身のInstagramには10万人以上のフォロワーがいた。また彼女は裕福な家庭の出身で、両親は中国本土で事業を展開する企業家であった。自身が保有していた資産も日本円で17億円と報じられた。
被害者は2月21日に娘を学校へ迎えに行く途中に行方不明になり、捜索届が親族より出され、3日後の2月24日に大埔区にある民家から首のないバラバラ死体となって被害者は発見された。頭部はその後の家宅捜索で鍋から肋骨と共に発見された他、冷蔵庫から被害者の足も発見された。また遺体の切断に使用したと見られる電動ノコギリなども発見された。
香港警察は遺体発見の翌日に波止場からスピードボートで逃亡を図ろうとした被害者の元夫（28）を逮捕し、彼の両親（被害者の元義父母にあたる）や兄などが次々と逮捕され、最終的に元夫の一族や知人7人が女性の殺人などに関わった容疑で逮捕された。動機は被害者と元夫一家の間に発生した豪邸の売却などを巡る金銭トラブルとされている。